# Božo Vuletić
Božo Vuletić (Ragusa, 1º luglio 1958) è un ex pallanuotista jugoslavo, vincitore di una medaglia d'oro alle olimpiadi di Los Angeles 1984. Con lo Jug Dubrovnik vinse campionato jugoslavo, Coppa di Jugoslavia, una Coppa Campioni e fu finalista in Supercoppa LEN. Ha allenato Mladost, Bellevue, Catania, Mestrina e dal 2000 al 2012  la Rari Nantes Salerno.